# Noorbeek
Noorbeek (Limburgs: Norbik of Norrebik) is een klein dorp in de Zuid-Limburgse gemeente Eijsden-Margraten en is een van de zuidelijkst gelegen plaatsen van Nederland.
Het circa 1.155 inwoners tellende dorp, met beschermd dorpsgezicht, is op een 'verscholen' manier gelegen in het Noordal van de Noor(beek), die in de nabijgelegen buurtschap Wesch ontspringt. De naam van deze buurtschap is ontstaan omdat bij de bron in vroeger tijden de was (de wesj) werd gespoeld. De oude openbare wasplaats is nog steeds te zien.
Patroonheilige van Noorbeek is Sint Brigida. De typisch Limburgs uitziende parochiekerk is rond het jaar 1500 in de huidige vorm ontstaan. De eerste verwijzingen naar de kerk stammen uit de 13e eeuw.
Noorbeek was voor de gemeentelijke herindeling in 1982, toen het opging in de gemeente Margraten, een zelfstandige gemeente. Vanaf 1 januari 2011 is het een onderdeel van de gemeente Eijsden-Margraten. Tegenwoordig kunnen de buurtschappen en gehuchten Bergenhuizen, Hoogcruts, Wesch, Terlinden, Vroelen, Schey en een deel van Schilberg en Ulvend als onderdeel van het dorp worden gezien. Samen met de Wesch vormt de oude kern van Noorbeek een beschermd dorpsgezicht. In de buurtschap Wesch bevindt zich de Sint-Brigidabron waar het riviertje de Noor ontspringt en vlak er naast een wasplaats gesitueerd is.

## Geschiedenis
Noorbeek behoorde in haar oudste geschiedenis tot het Land van Daelhem, dat tot 1080 zijn zetel had in 's-Gravenvoeren. Het ontstond in de 11e eeuw als ontginning vanuit 's-Gravenvoeren en is door haar kerk sinds 1083 voor het eerst schriftelijk aanwijsbaar. De naam Noorbeek, in de vorm van "Nortbech", werd voor het eerst schriftelijk vermeld in 1144. Toen schonk Carissima van Noorbeek, na het overlijden van haar man, drie hoven land aan een klooster, waar zijzelf intrad. Dit land lag te Noorbeek en is deels beploegd en deels aan landbouwers ter beschikking gesteld. Ook Bruno, de vader van Carissima, schonk het klooster zeven morgen land daar ter plaatse gelegen, en hij is hier begraven. Bruno stierf 10 januari 1144.
Noorbeek behoorde dus vanaf de middeleeuwen tot het Graafschap Dalhem en werd in 1626 een zelfstandige heerlijkheid. In 1614 werd de dorpskerk, voordien een bijkerk van 's-Gravenvoeren, verheven tot parochiekerk. De oudste bronnen waarin de schutterij van Noorbeek vermeld wordt, stammen ook uit die tijd: in maart 1622 escorteren "vijff schutten van Noorbeck" de gouverneur van Limburg naar de begrafenis van Albrecht van Oostenrijk in Brussel.
Op 12 september 1944 werd het dorp Noorbeek bevrijd door de geallieerden. Na de bevrijding van Hoogcruts op 13 september, was Noorbeek een van de eerste bevrijde gemeentes in Nederland. Het Bevrijdingsmonument herinnert hieraan. Een van de betrokken divisies was de 30e Infanterie Divisie (Old Hickory). Op 12 september sneuvelde Roy L. Booher tijdens de bevrijding van Noorbeek. Hij diende in het 119e Regiment. In Onderschey is ongeveer op de plaats waar hij sneuvelde een monument ter nagedachtenis aan hem opgericht.

## Bezienswaardigheden
- De kern van Noorbeek vormt, samen met de buurtschap Wesch, een beschermd dorpsgezicht.
- Sint-Brigidakerk, aan Pley 8, met oudste deel van omstreeks 1100.
- Sint-Brigidakapel, aan Pley 9, van 1772.
- Sint-Brigidabron in buurtschap Wesch
- Wilhelminamonument, bij Pley 5, van 1923, ter gelegenheid van het 25-jarig regeringsjubileum van Koningin Wilhelmina.
- Bevrijdingsmonument, naast het Wilhelminamonument, onthuld op 13 september 1969 door Koningin Juliana.
- Diverse historische boerderijen en vakwerkhuizen in Noorbeek en de buurtschappen in de omgeving.

Zie ook
- Lijst van rijksmonumenten in Noorbeek
- Lijst van gemeentelijke monumenten in Noorbeek

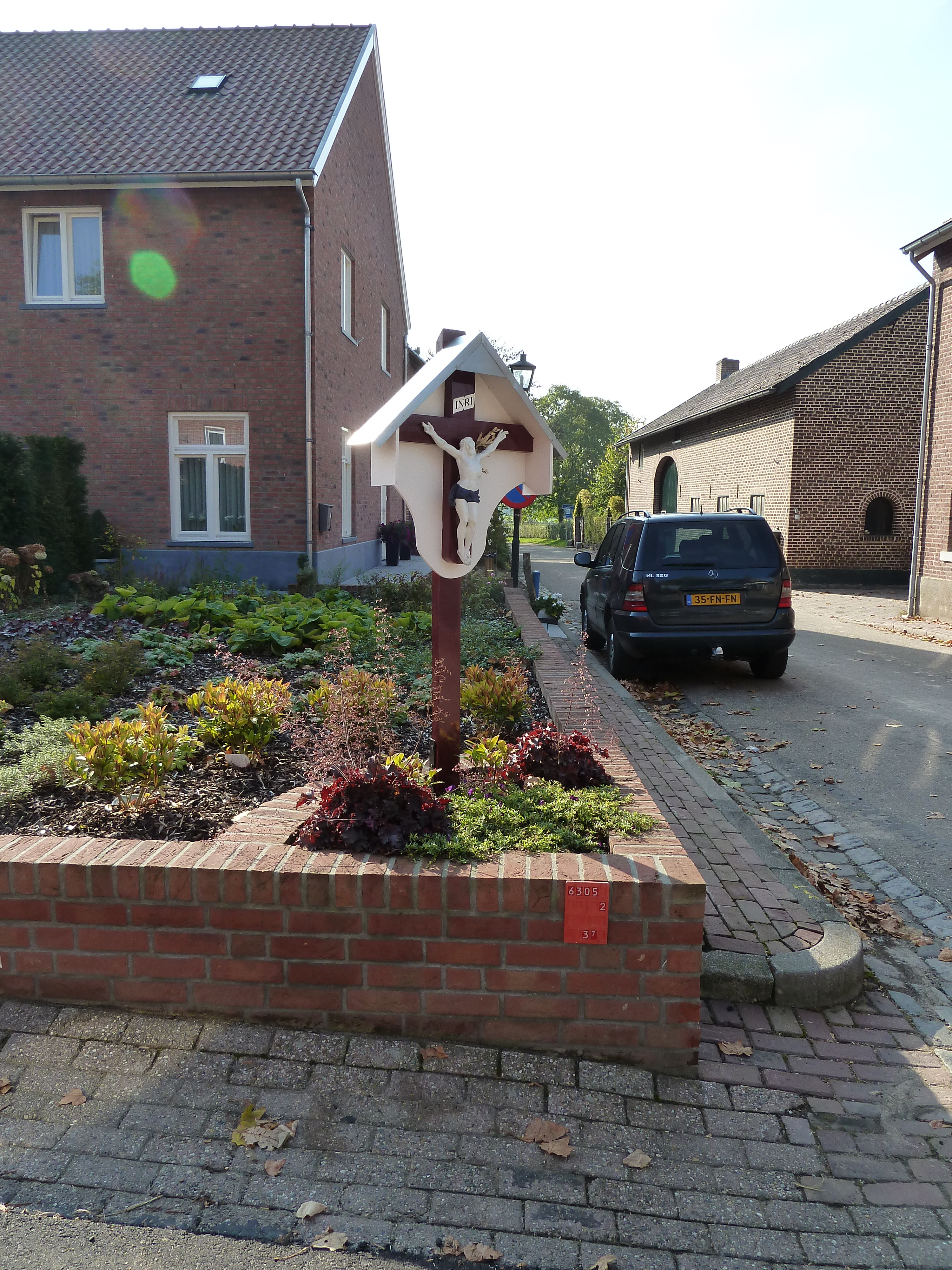
Wegkruis Onderstraat-Boyeweg-Kempestraat
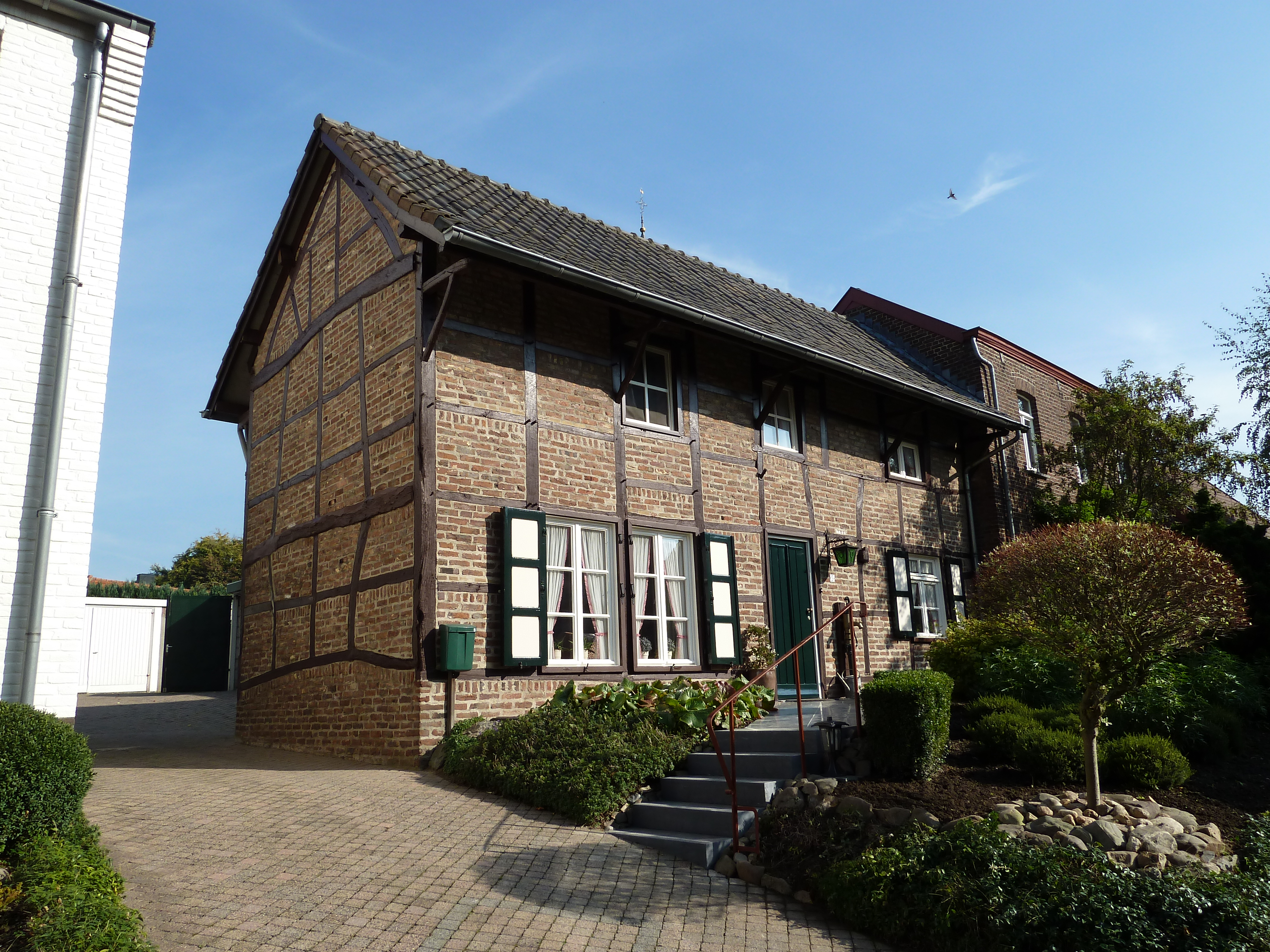
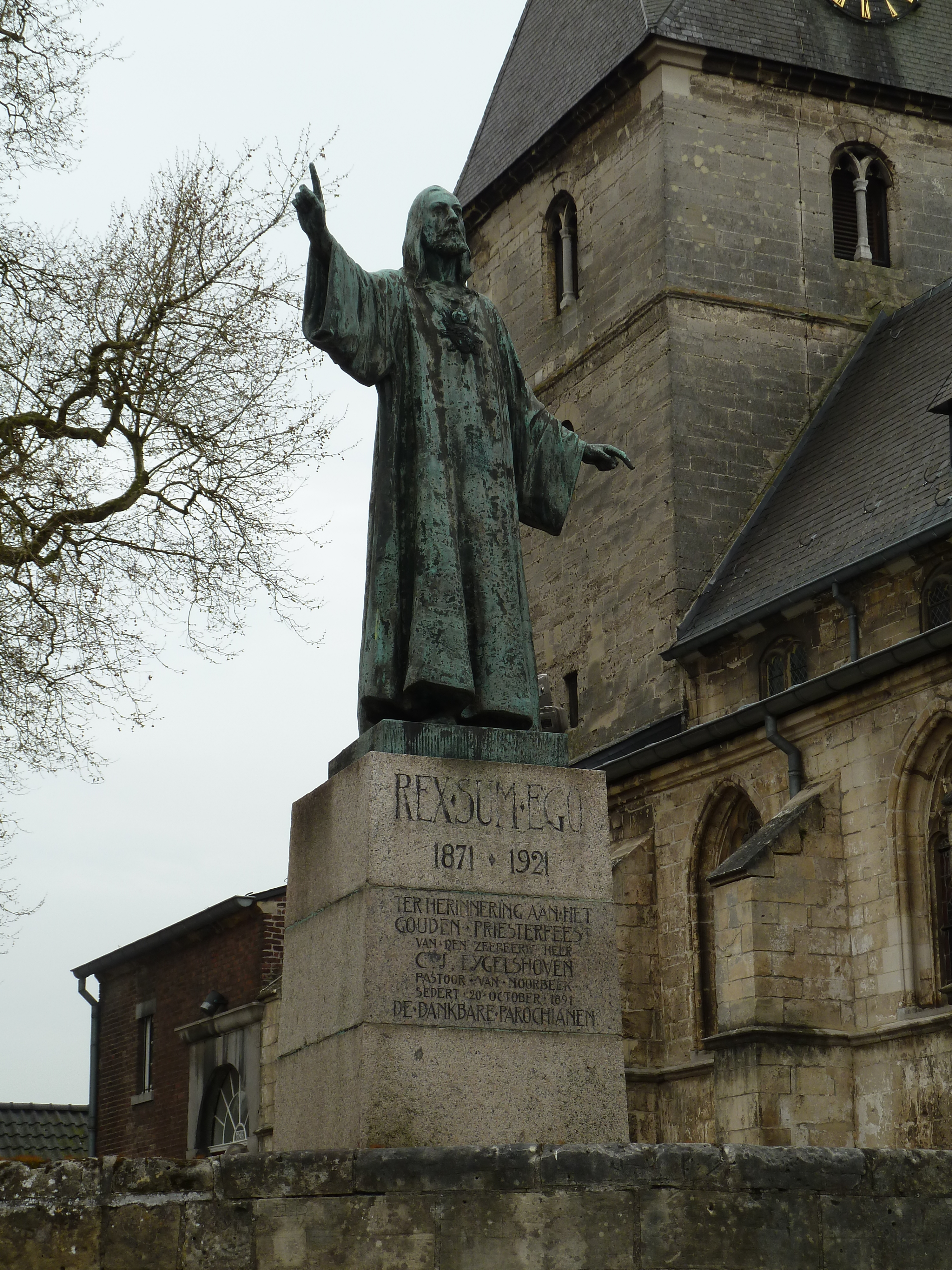
Heilig Hartbeeld voor de kerk

## Natuur en landschap
Noorbeek ligt in het Noordal, een beekdal dat insnijdt op het Plateau van Margraten. Door het dal stroomt het beekje de Noor, die iets ten noorden van de dorpskern in de buurtschap Wesch ontspringt. De hoogte van Noorbeek bedraagt ongeveer 150 meter.
Langs de Noor ligt het natuurgebied Noordal, en verder naar het zuidwesten, op Belgisch grondgebied, ligt het Altembroek, een hellingbos. Eveneens ten zuidwesten van Noorbeek en op Belgisch grondgebied ligt de Schoppemerheide net over de grens met België. Voorts de Kattenroth, een heuvelrug tot 206 meter hoog.

## Folklore

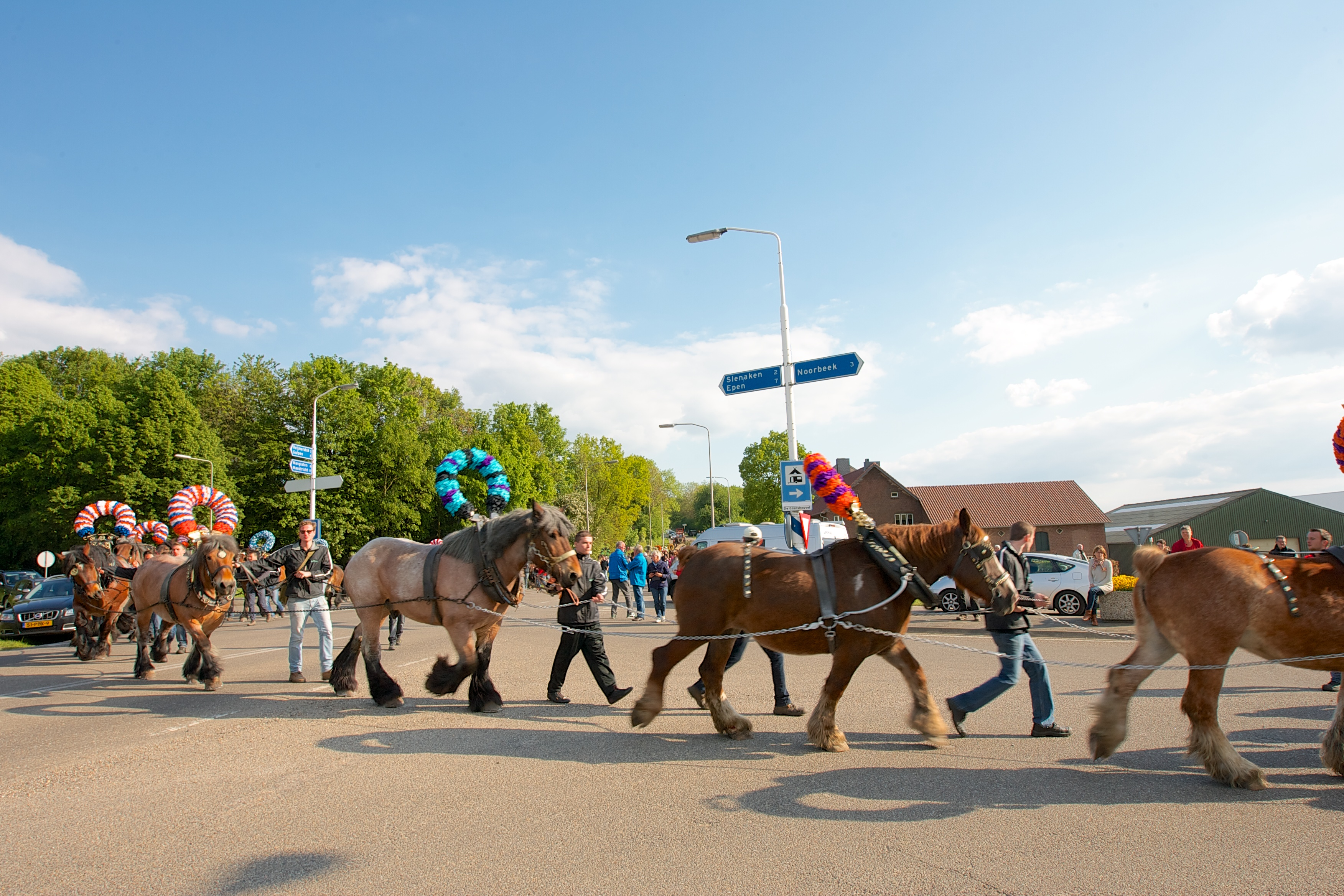
Brigida Denhalen Noorbeek

In Noorbeek gaat men ieder jaar op de tweede zaterdag na Pasen een Sint Brigida-den halen. In 1634 beloofden de toenmalige inwoners van Noorbeek aan Sint Brigida ieder jaar een den te zullen halen en voor haar kapel te zullen plaatsen, als de veeziekte die Noorbeek en omgeving teisterde zou verdwijnen. De veeziekte verdween en het vee werd gespaard en zo wordt er sinds 1634 door de inwoners van Noorbeek trouw aan deze belofte voldaan. Ter ere van hun beschermvrouwe, de patrones van vee en parochie, ter ere van Sint Briej. Deze traditie van het Brigida Denhalen is sinds 2015 opgenomen op de Nationale Inventaris Immaterieel Cultureel Erfgoed

## Sport en recreatie
De beide varianten van de Mergellandroute doen Noorbeek aan. Door de ligging in het dal lopen de invalswegen van het dorp via steile hellingen (gemiddeld 10%) wat dit een uitdaging maakt voor wielrenners. In 2006 was Noorbeek het toneel voor het Nederlands kampioenschap Mountainbike. Ook in 2007, 2009 en 2011 vond dit evenement in Noorbeek plaats. In 2008 werd er de voorlaatste wedstrijd van de Beneluxcup Mountainbike gehouden.

## Verenigingen

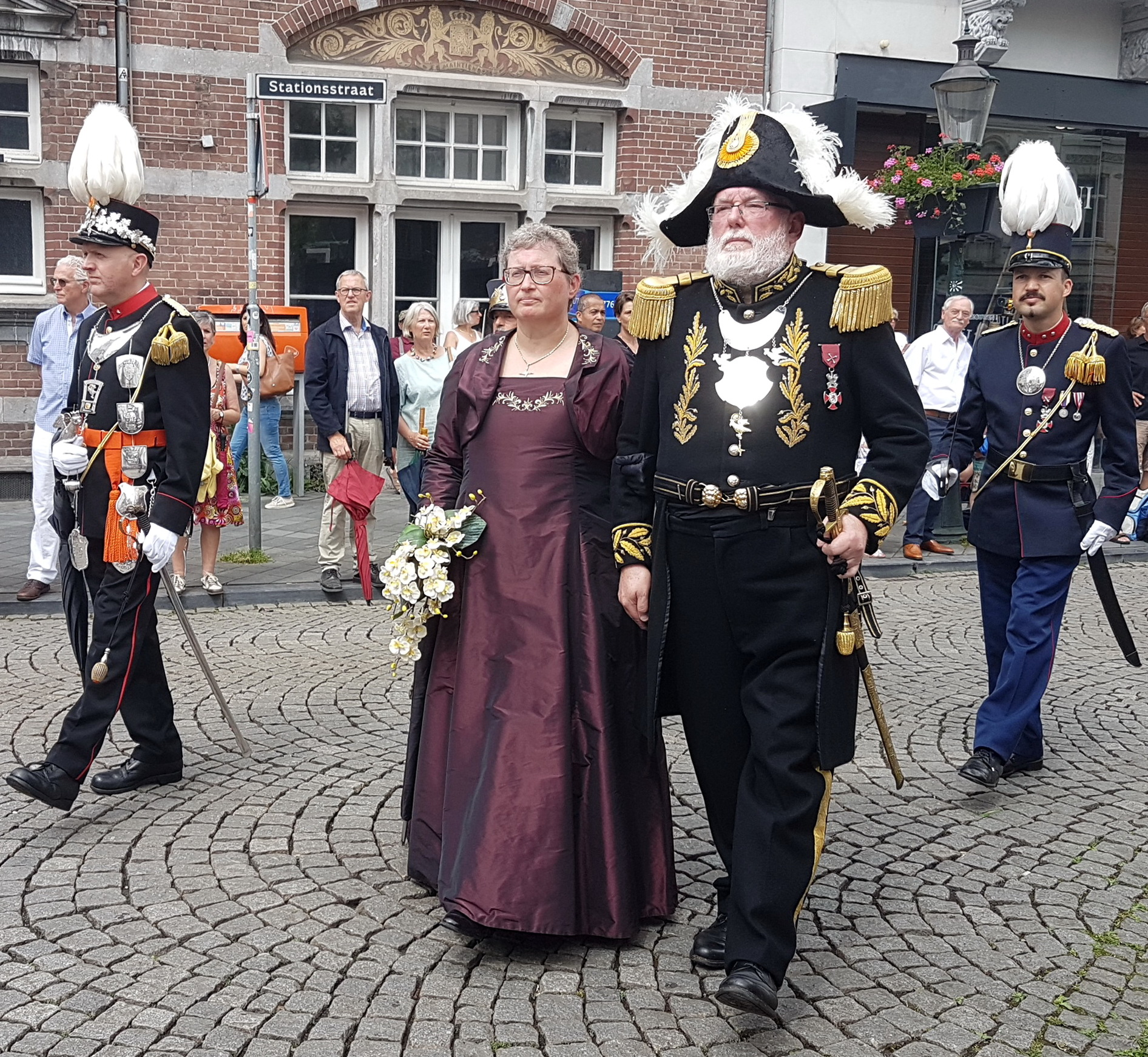
Schutterskoning (l) en keizerspaar van schutterij Sint Brigida tijdens de Heiligdomsvaart van Maastricht in 2018.

- Jonkheid Sancta Brigida Noorbeek
- Zangkoor de Eendracht
- Harmonie Berggalm
- Schutterij Sint Brigida
- VV Noorbeek
- Jeugd en Jongerenwerk Pandores
- Ouderenvereniging
- Zij actief Noorbeek
- Ruiterclub de Noor
- Schaakvereniging de Juiste Z
- Wielerclub de Norbikers
- Schietclub het Gulden Schot
- Carnavalsvereniging de Hèvers

## Nabijgelegen kernen
Mheer, 's-Gravenvoeren, Sint-Martens-Voeren, Banholt, Slenaken.
Bovendien liggen nabij Noorbeek de buurtschappen Wesch, Vroelen, Bergenhuizen, Terlinden, Hoogcruts, Vroelen, Schilberg, en Ulvend.